# Неустроева (деревня)
Неустроева — деревня Ирбитского муниципального образования Свердловской области.

## Географическое положение
Деревня Неустроева «Ирбитского муниципального образования» расположена в 40 километрах к западу-юго-западу от города Ирбит (по автотрассе в 50 километрах), преимущественно на левом берегу реки Бобровка выше устья левого притока реки Камышка. В окрестностях деревни находится Ирбитский государственный охотничий заказник. Через деревню проходит автодорога Артёмовский — Ирбит. Местность возвышенная, покрытая хвойным лесом, климатические условия благоприятны для здоровья. Почва преобладает суглинистая и глинистая, но встречается и чернозём.

## История
Деревня была основана Борисом Неустроевым в 1620 году.
В начале XX века главным занятием жителей было хлебопашество, а также сапожное, кузнечное, плотничное ремёсла. В деревне имелась деревянная часовня.

## Школа
В 1894 году была открыта смешанная церковно-приходская школа, которая помещалась в наёмных зданиях.

## Население
| 2002 | 2010 | 2021 |
| ---- | ---- | ---- |
| 138  | ↘101 | ↘50  |